# Rexpoëde
Rexpoëde é uma comuna francesa na região administrativa de Altos da França, no departamento do Norte. Estende-se por uma área de 13.37 km². Em 2010 a comuna tinha 2 021 habitantes (densidade: 151,2 hab./km²).